# Akademio de Esperanto

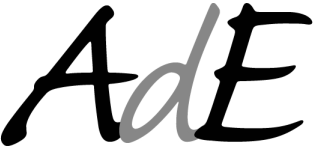
Logoul oficial al Academiei de Esperanto.

Akademio de Esperanto (Academia de Esperanto) este o instituție independentă ce a luat ființă începând cu anul 1905, din timpul Congresului Universal de Esperanto. Inventată după modelul Académie française, a fost propusă de L. L. Zamenhof, creatorul limbii Esperanto, în timpul acestui Congres, și apoi fondată sub numele Lingva Komitato (Comitetul de Limbă). Acest comitet avea o „comisie superioară” denumită „Akademio” (Academia). În 1948, Comitetul de Limbă și Academia s-au unit pentru a forma Akademio de Esperanto.
Conține 45 de membrii, are un președinte, vice-președinte și un secretar. 

## Membri
În luna mai a anului 2014 Akademio de Esperanto avea următorii membri:
- Vilmos Benczik
- Gerrit Berveling
- Marek Blahuš
- Marjorie Boulton
- Renato Corsetti
- Marcos Cramer
- Probal Dasgupta
- Rudolf Fischer
- Michel Duc-Goninaz
- Edmund Grimley-Evans
- Paul Gubbins
- Christer Kiselman
- Boris Kolker
- Koutny Ilona
- Katalin Kováts
- Erich-Dieter Krause
- Harri Laine
- Jouko Lindstedt
- François Lo Jacomo
- Anna Löwenstein
- Ma Young-tae
- Carmel Mallia
- Stano Marček
- Alexander Melnikov
- Carlo Minnaja
- Paŭlo Moĵajev
- Brian Moon
- Nguyen Xuan Thu
- Barbara Pietrzak
- Sergej Pokrovskij
- Otto Prytz
- Baldur Ragnarsson
- Ranganayakulu Potturu
- Tsvi Sadan
- Saka Tadasi
- Alexander Shlafer
- Humphrey R. Tonkin
- Usui Hiroyuki
- Amri Wandel
- John C. Wells
- Bertilo Wennergren
- Yamasaki Seikô

Printre foștii membri se numără Gaston Waringhien, Rüdiger Eichholz, Jorge Camacho, Victor Sadler, și William Auld (președinte între 1979-1983).

## Lista președinților
| Naționalitatea | Numele deplin            | Mandat        |
| -------------- | ------------------------ | ------------- |
| Țările de Jos  | Johannes R. G. Isbrücker | 1948 - 1963   |
| Franța         | Gaston Waringhien        | 1963 - 1979   |
| Marea Britanie | William Auld             | 1979 - 1983   |
| Franța         | André Albault            | 1983 - 1995   |
| Germania       | Werner Bormann           | 1995 - 1998   |
| Brazilia       | Geraldo Mattos           | 1998 - 2007   |
| Marea Britanie | John C. Wells            | 2007 - Actual |